# Курба (приток Колошмы)
Курба — река, протекающая по территории Центрального сельского поселения Бабаевского района Вологодской области России, правый приток Колошмы.
Вытекает из Курбозера (часть которого расположена в Ленинградской области), течёт на восток и впадает в Колошму в 18 км от её устья в деревне Керчаково. Других населённых пунктов на берегах нет. Длина реки составляет 28 км, площадь водосборного бассейна — 390 км². Крупнейшие притоки — Сарожка, Сосновый и Великанский ручьи (все левые).

## Данные водного реестра
По данным государственного водного реестра России относится к Верхневолжскому бассейновому округу, водохозяйственный участок реки — Суда от истока и до устья, речной подбассейн реки — Реки бассейна Рыбинского водохранилища. Речной бассейн реки — (Верхняя) Волга до Куйбышевского водохранилища (без бассейна Оки).
Код объекта в государственном водном реестре — 08010200212110000007418.